# Gleichnis vom Unkraut unter dem Weizen

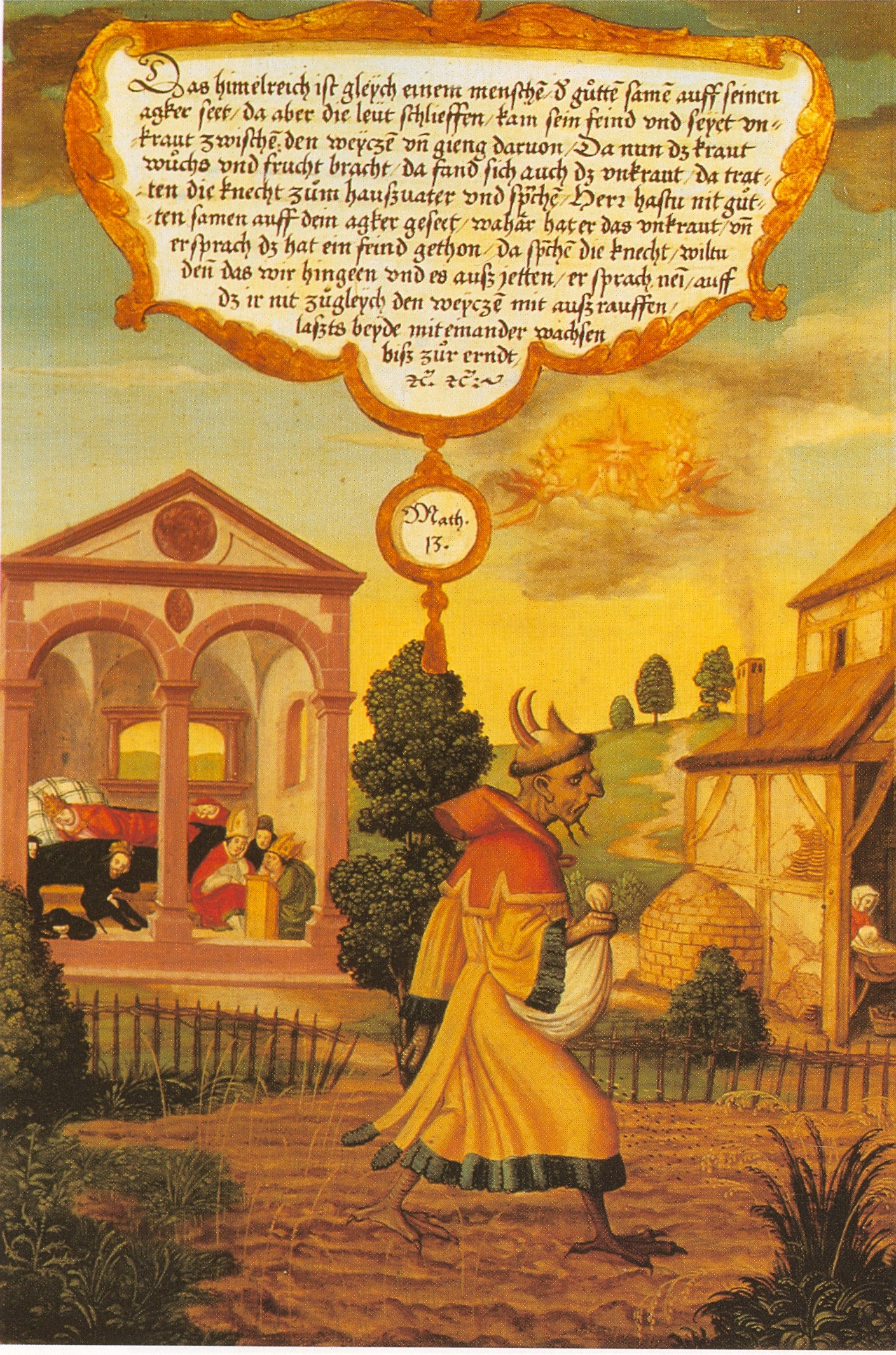
Der Unkraut säende Feind. Mömpelgarder Altar

Das Gleichnis vom Unkraut unter dem Weizen ist ein Gleichnis Jesu, das zu dem Sondergut des Matthäus gehört.

## Wortlaut
„Und Jesus erzählte ihnen noch ein anderes Gleichnis: Mit dem Himmelreich ist es wie mit einem Mann, der guten Samen auf seinen Acker säte. Während nun die Leute schliefen, kam sein Feind, säte Unkraut unter den Weizen und ging wieder weg. Als die Saat aufging und sich die Ähren bildeten, kam auch das Unkraut zum Vorschein. Da gingen die Knechte zu dem Gutsherrn und sagten: Herr, hast du nicht guten Samen auf deinen Acker gesät? Woher kommt dann das Unkraut? Er antwortete: Das hat ein Feind von mir getan. Da sagten die Knechte zu ihm: Sollen wir gehen und es ausreißen? Er entgegnete: Nein, sonst reißt ihr zusammen mit dem Unkraut auch den Weizen aus. Lasst beides wachsen bis zur Ernte. Wenn dann die Zeit der Ernte da ist, werde ich den Arbeitern sagen: Sammelt zuerst das Unkraut und bindet es in Bündel, um es zu verbrennen; den Weizen aber bringt in meine Scheune.“

### Deutung des Evangeliums
„Und seine Jünger kamen zu ihm [Jesus] und sagten: Erkläre uns das Gleichnis vom Unkraut auf dem Acker. Er antwortete: Der Mann, der den guten Samen sät, ist der Menschensohn; der Acker ist die Welt; der gute Samen, das sind die Söhne des Reiches; das Unkraut sind die Söhne des Bösen; der Feind, der es gesät hat, ist der Teufel; die Ernte ist das Ende der Welt; die Arbeiter bei dieser Ernte sind die Engel. Wie nun das Unkraut aufgesammelt und im Feuer verbrannt wird, so wird es auch am Ende der Welt sein: Der Menschensohn wird seine Engel aussenden und sie werden aus seinem Reich alle zusammenholen, die andere verführt und Gottes Gesetz übertreten haben, und werden sie in den Ofen werfen, in dem das Feuer brennt. Dort werden sie heulen und mit den Zähnen knirschen. Dann werden die Gerechten im Reich ihres Vaters wie die Sonne leuchten. Wer Ohren hat, der höre!“

## Deutung
Das Reich-Gottes-Gleichnis („Mit dem Himmelreich verhält es sich wie mit…“) beschreibt das Wachstum des Gottesreiches als so mächtig, dass äußere Einflüsse dieses nicht negativ beeinflussen können. Nicht einmal Schädlinge oder Unkraut könnten seine Entwicklung aufhalten. Eine „vorbeugende“ Bekämpfung wäre vorschnell und eigentlich überflüssig, schon um der heranwachsenden „guten“ Saat willen, die unbeabsichtigt Schaden nehmen könnte. Die Schlussformel „dann wird er heulen und mit den Zähnen klappern“ markiert ein typisches Gerichtsgleichnis, das in eine Situation zielt, in der die urchristliche Gemeinde mit Krisen und Anfeindungen umzugehen hatte. Eine Entscheidung steht jedoch letztlich dem Sämann, dem Herrn zu: „Richtet also nicht vor der Zeit; wartet, bis der Herr kommt, der das im Dunkeln Verborgene ans Licht bringen und die Absichten der Herzen aufdecken wird. Dann wird jeder sein Lob von Gott erhalten.“ (1 Kor 4,5 ). Gut und Böse sind so verworren wie die Wurzeln des Unkrauts und des Weizens. Am Ende stehen die Ernte des Weizens und das Verbrennen des Unkrauts.

## Wirkung
Ebenso wie das Gleichnis vom Weinstock (vgl. Johannes 15,6 ) wurde das Gleichnis vom Unkraut unter dem Weizen in der Kirchengeschichte einerseits zur theologischen Rechtfertigung der Inquisition herangezogen. Andererseits diente dasselbe Gleichnis anderen Theologen wie Sebastian Castellio als Begründung für Toleranz gegenüber vermeintlichen Ketzern.